# Ludwig Weber (Politiker)
Ludwig Weber (* 25. März 1875 in Hannover; † 1942 in Berlin) war ein deutscher Jurist, Polizeidirektor, stellvertretender Bevollmächtigter Preußens zum Reichsrat sowie Kommunalpolitiker, Senator, Bürgermeister, Ministerialbeamter, Staatssekretär im Preußischen Ministerium der Finanzen und Kommissar bei der Rentenbank sowie Aufsichtsratsvorsitzender.

## Leben
Ludwig Weber wurde während der Gründerzeit im Deutschen Kaiserreich 1875 in Hannover geboren. Er besuchte das Gymnasium in Hannover und studierte dann Rechtswissenschaften und Volkswirtschaft in Tübingen. Leipzig, Berlin und Göttingen. Er schloss das Studium 1896 mit der Note „Vorzüglich“ ab und wurde 1897 in Göttingen mit „Summa cum laude“ zum Dr. jur. promovierte. Danach war er drei Jahre Gerichtsreferendar bei verschiedenen Gerichten und legte 1902 das zweite Staatsexamen ab. 1902 bis 1903 war er Justitiar bei einem Unternehmen in Witten an der Ruhr.
Ab August 1903 wurde Weber in Göttingen zunächst als Senator tätig, um rund drei Jahre später die Aufgaben sowohl des Stadtsyndikus als auch des Göttinger Polizeidirektors zu übernehmen.
April 1908 wechselte Weber in das damals selbstständige Altona und wurde dort in den Magistrat der Stadt berufen.
Noch vor dem Ersten Weltkrieg, ab 1913 und bis 1920 wirkte Ludwig Weber als besoldeter Senator in seiner Heimatstadt Hannover. Im Krieg war er Offizier und diente ab 1917 als Hauptmann der Militärverwaltung in Rumänien. 1916 bis zum 1. September 1919 war er Mitglied im Provinziallandtag der Provinz Hannover für den Wahlbezirk Hannover-Stadt. Für ihn rückte der Senator Dr. Arthur Menge in den Landtag nach.
Zu Beginn der Weimarer Republik war er – nach 1918 – zum 2. Bürgermeister Hannovers gewählt worden. In dieser Zeit wurde er Mitglied der Deutschen Demokratischen Partei (DDP) Im Vorfeld der Vereinigung der seinerzeit selbständigen Industriestadt Linden mit Hannover – nach dem Rücktritt des ehemaligen hannoverschen Stadtdirektors Heinrich Tramm und der Wahl seines Nachfolgers Oberbürgermeister Robert Leinert – zählte Ludwig Weber zu den gemäßigten Befürwortern der von dem Lindener Oberbürgermeister Hermann Lodemann vorgeschlagenen und von dem Statistiker Karl Seutemann mit seiner Denkschrift Lindens Entwicklung und die Finanzverhältnisse der Stadtgemeinde in den Jahren 1885 bis 1907 wissenschaftlich begründeten Eingemeindung Lindens nach Hannover richtiger der Vereinigung der beiden seinerzeit selbständigen Städte. Ähnlich wie andere Vertreter des hannoverschen Magistrats fürchtete jedoch auch Ludwig Weber nach den Kommunalwahlen vom 23. Februar 1919, bei der in Linden eine deutliche sozialdemokratische Mehrheit gewählt worden war, „[…] daß durch die Eingemeindung die politischen Verhältnisse so weit nach links sich entwickeln würden, daß die Bürgerlichkeit vollkommen an die Wand gedrückt wurde-“
Ab 1920 und bis 1925 wurde Ludwig Weber dann Unterstaatssekretär im Preußischen Ministerium der Finanzen, zudem auch stellvertretender Bevollmächtigter Preußens zum Reichsrat. Außerdem wirkte er als Kommissar des Reichsrats bei der Rentenbank. 1925 wurde er in den einstweiligen Ruhestand versetzt.
Ebenfalls nach der Deutschen Hyperinflation war Ludwig Weber in den Jahren von 1924 bis 1925 stellvertretender Aufsichtsratsvorsitzender der Preussag.
Während der Zeit des Nationalsozialismus ab 1938 und bis in sein Todesjahr 1942 im Zweiten Weltkrieg hinein veröffentlichte Ludwig Weber, teilweise in Zusammenarbeit mit Architekten wie Hans Volkart, Schriften mit Beispielen zum Eigenheim-Bau oder deren Finanzierung durch Bausparkassen und Sparkassen.

## Schriften (Auswahl)
- Ludwig Weber, Hans Volkart: Gute Eigenheime. Anregungen und Beispiele. Arbeiten von 41 Architekten, 65 ausgeführte Eigenheimbauten mit 123 Ansichten, 127 Grundrissen und vielen Erläuterungen. Kohlhammer, Stuttgart u. a. 1938.
- Ludwig Weber, Konstantin Gutowski: Die öffentlichen Bausparkassen und ihre neue Bedingungen (= Sparkassenhefte). Verlag für Sparkassenschrifttum, Berlin 1940.
- Gute Eigenheime. Anregungen und Beispiele. Arbeiten von 42 Architekten, 67 ausgeführte Eigenheimbauten mit 134 Ansichten, 153 Grundrissen und vielen Erläuterungen. Kohlhammer, Stuttgart u. a. 1941.
- Zusammenarbeit von Sparkasse und Bausparkasse (= Sonderreihe für die Fachschulung). Verlag für Sparkassenschrifttum, Berlin 1942.